# Environnement en Arabie saoudite
L'environnement en Arabie saoudite est l'environnement (ensemble des éléments - biotiques ou abiotiques - qui entourent un individu ou une espèce et dont certains contribuent directement à subvenir à ses besoins) du pays Arabie saoudite, pays d'Asie. C'est le 13e plus grand pays au monde. Si la plupart des terres sont désertiques ou semi-aride, les zones montagneuses constituent un point chaud de biodiversité ; et le littoral abrite une faune riche et variée.
La pression sur les ressources est très élevée. Les réserves souterraines d'eau s’épuisent à un rythme accéléré. Mais c'est surtout l'exploitation des énergies fossiles qui a un impact sur l'environnement mondial. L'exportation massive de pétrole fait du pays le 10e plus grand émetteur de gaz à effet de serre. Les habitants sont également les plus touchés par la pollution de l'air aux particules fines, liée aux activités humaines et au sable.
D'ici 2100, les prévisions climatiques liées au dérèglement climatique indiquent que cette région du monde devrait connaitre régulièrement des températures à 50 °C et plus de 200 jours de canicule par an. 

## La biodiversité en Arabie saoudite

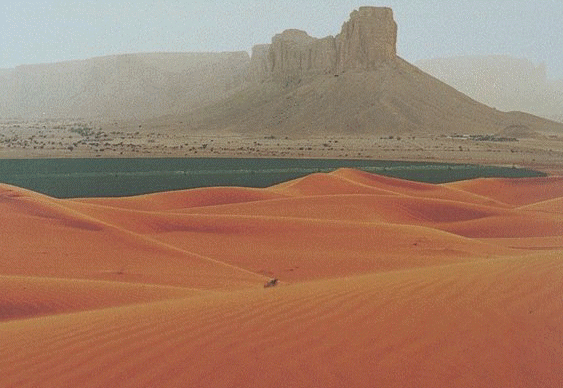
Vue du Tuwaiq.

### Milieux
L’Arabie saoudite a globalement un climat désertique, avec des températures diurnes très élevées et une forte baisse de la température pendant la nuit. Les températures estivales moyennes sont d'environ 45 °C, mais peuvent atteindre 54 °C. En hiver, la température descend rarement en dessous de 0 °C. Au printemps et en automne, la chaleur est tempérée, avec des températures moyennes autour de 29 °C. Les précipitations annuelles sont extrêmement faibles. La région de l'Asir diffère, en raison de la mousson de l'Océan Indien, qui, généralement entre octobre et mars, donne une pluviométrie moyenne de 300 millimètres, soit environ 60 % des précipitations annuelles. La côte ouest du pays, sur la Mer Rouge, a un climat subtropical. 
Le pays présente un grand territoire. La plupart des terres varient entre désert et zone semi-aride. Les Montagnes d’Afrique Orientale et d’Arabie, ensemble de zones montagneuses disjointes de la Péninsule Arabique et de l'Afrique de l'Est, sont un point chaud de biodiversité.

### Faune et flore

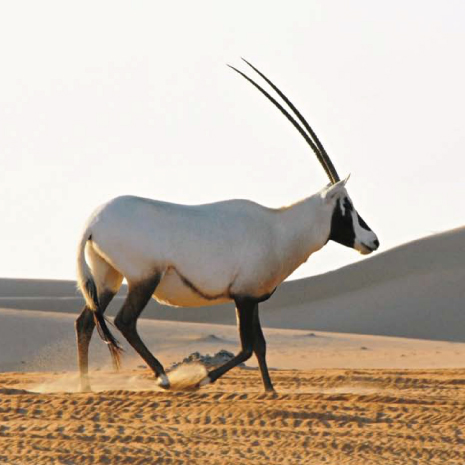
Oryx d'Arabie.

La faune comprend des mammifères comme des loups, des hyènes, des mangoustes, des babouins, des lièvres, des rats des sables et des gerboises. Les plus gros animaux sont les gazelles, les oryx et les léopards qui, relativement nombreux avant les années 1950, sont actuellement des espèces en voie de disparition, à cause de la chasse en véhicules motorisés.
Parmi les oiseaux les plus courants, on trouve les faucons (qui sont capturés et entraînés pour la chasse), les aigles, les vautours, les gangas et les bulbuls.
Il existe plusieurs espèces de serpents, dont beaucoup sont venimeux, et de nombreux types de lézards.
La vie marine, dans le golfe Persique, est variée, avec une réserve de dugongs sur la Mer Rouge.
Les animaux domestiques sont les dromadaires, les moutons, les chèvres, les ânes et les poules.
En raison du climat, la vie végétale naturelle de l'Arabie saoudite se compose essentiellement de petites herbes et d'arbustes nécessitant peu d'eau. On note cependant quelques petites zones herbeuses et des arbres dans le sud de l'Asir. Le palmier dattier (Phoenix dactylifera) est très répandu.

### Espaces protégés
Un nombre important de zones naturelles sont protégées, terrestres et marines.

## Impacts sur les milieux naturels

### Activités humaines

#### Alimentation
La demande de fruits de mer augmente dans le pays, en raison d'une évolution vers des régimes riches en protéines et de la demande accrue de diverses espèces aquatiques, telles que les crevettes et les huîtres. La consommation moyenne de poisson par habitant dans le pays a culminé à 11 kg en 2017-2018, tandis que la moyenne mondiale était de 19 kg. Pour répondre aux besoins nationaux, le pays dépend des importations.

#### Agriculture
Moins de 2 % des terres sont cultivables. 
Jusque dans les années 1980, l'Arabie saoudite disposait encore de ressources aquifères, en surface et souterraines, formées il y a très longtemps et non renouvelables. Ces dernières années, ces ressources ont été utilisées abondamment, tant à des fins agricoles que domestiques. À la suite de la surconsommation de l'agriculture par rapport aux autres besoins du pays, la culture de céréales est abandonnée en 2016.

#### Chasse, pêche et braconnage
La chasse en véhicules motorisés menace le gros gibier.
Le secteur de l'aquaculture dans le pays a connu une croissance rapide au cours des dernières années, faisant du pays le premier producteur régional et exportateur de fruits de mer dans le monde.

#### Transports

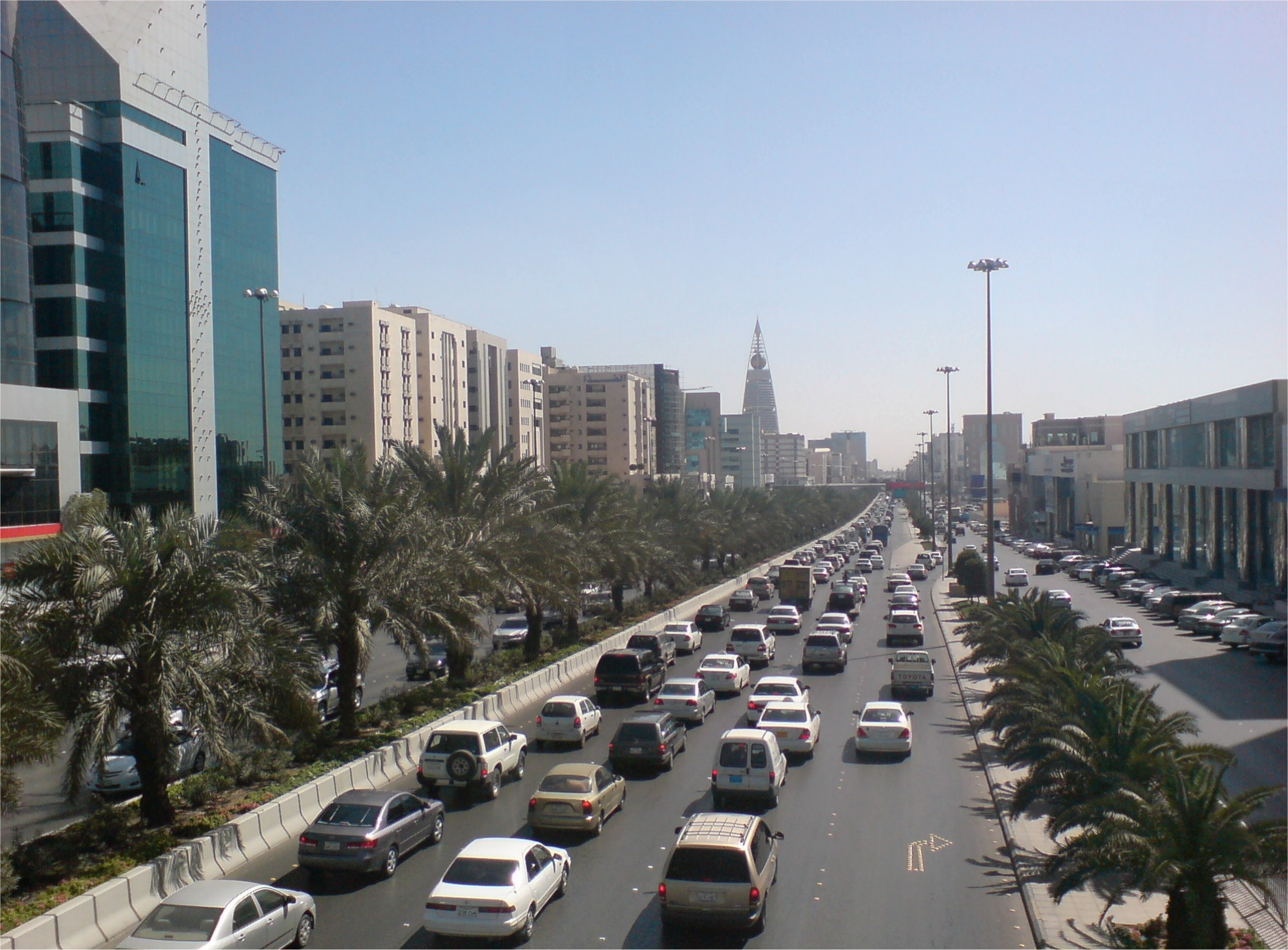
Riyad.

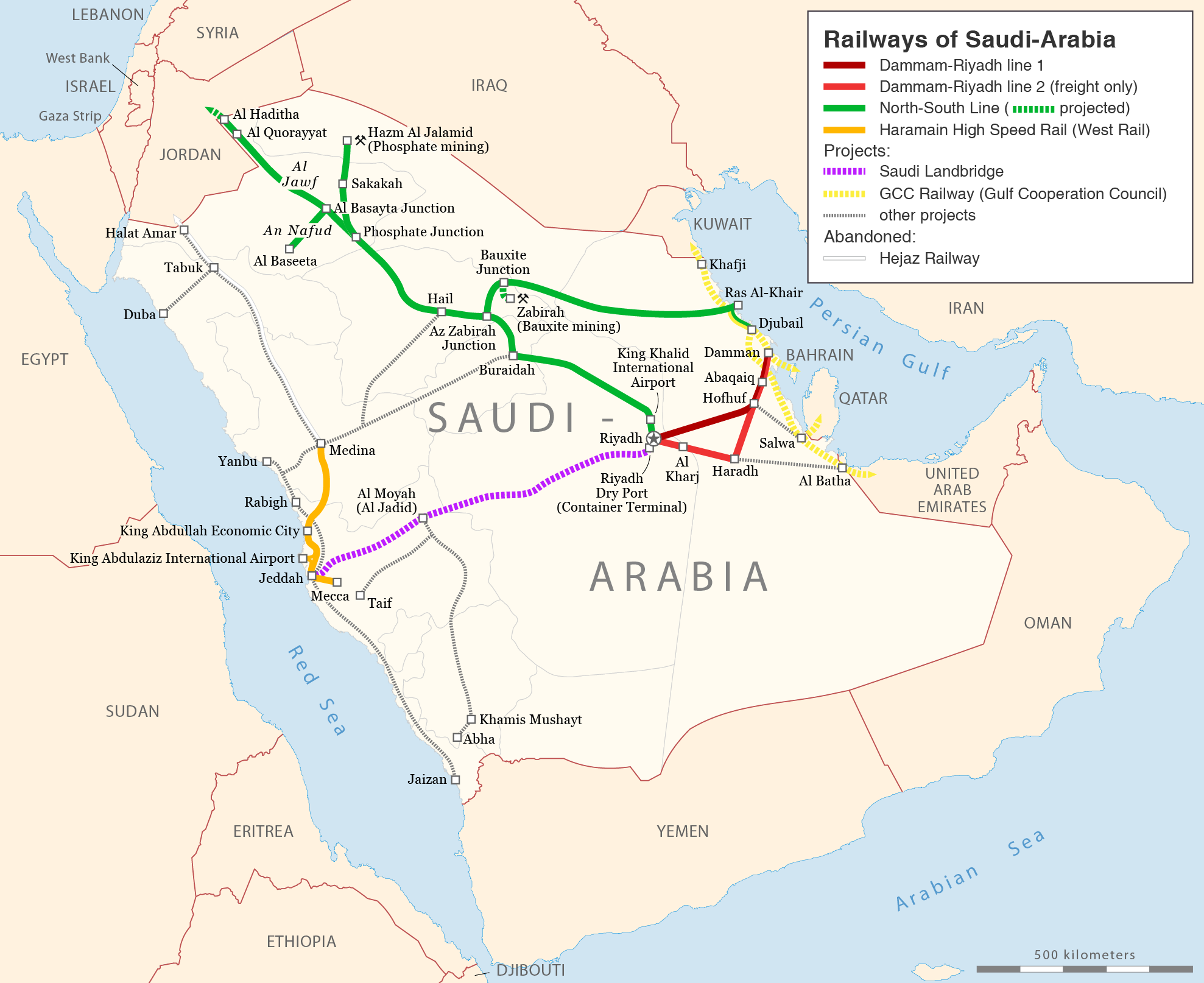
Réseau existant et projets.

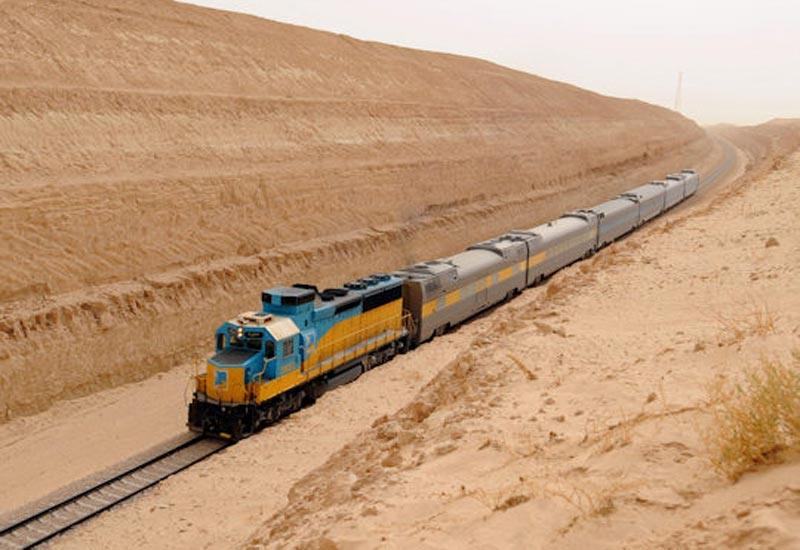
Train de voyageurs sur la ligne de Dammam à Riyad.

Les voies terrestres représentent au total 152 044 km, se répartissant en :
- voies revêtues : 45 461 km ;
- voies non revêtues : 106 583 km (2000).

Les routes et les rues sont construites de manière à résister à l'action du soleil, du sable, du vent. Les zones rurales offrent de petites routes, à deux voies. Les voies (auto)routières les plus importantes sont :
- Dammam - Hadriya Abu - Ras Tanura (257 km) ;
- Khaybar - Al Ola (175 km) ;
- La Mecque - Médine (421 km) ;
- Riyad - Dammam (383 km) ;
- Riyad - Sédir - Al Qasim (317 km) ;
- Riyad - Taëf (750 km) ;
- Taëf - Jizan (750 km) - Abha ;
- Médine - Autoroute de Tabuk (680 km) ;
- Djeddah - Leith Al (Jizan) (775 km) ;
- Djeddah - La Mecque (80 km).

Le réseau ferroviaire compte environ 1 800 km de voies ferrées. Les deux principales lignes ferroviaires du réseau relient Dammam et Riyad, l'une affectée au fret est longue de 556 km, l'autre au transport de voyageurs est plus courte avec 449 km.
Depuis le 11 octobre 2018, la LGV Haramain, ligne de train à grande vitesse, relie La Mecque à Médine via Djeddah et est la première ligne électrifiée du pays.
L'Arabie saoudite dispose de 36 infrastructures aéroportuaires dont quatre aéroports internationaux situés respectivement à Riyad (aéroport international du roi Khaled), Dammam (aéroport international du roi Fahd), Djeddah (aéroport international Roi-Abdelaziz) et Médine (aéroport international Prince Mohammad Bin Abdulaziz).

### Pression sur les ressources

#### Pression sur la ressource en eau
La consommation d’eau étant deux fois plus élevée que la moyenne mondiale, les réserves souterraines s’épuisent à un rythme accéléré. Il n’y a que deux sources d’eau : la mer et les puits profonds. Un spécialiste des nappes phréatiques à l’université du Roi-Faisal a estimé en 2016 que ces ressources se tariraient avant 2030 dans le pays.

#### Pression sur les ressources non renouvelables

La géographie du royaume saoudien le relie au triangle du pétrole et à l'exploitation des régions pétrolifères au Moyen-Orient.

Les ressources en énergies fossiles sont très importantes (pétrole). Leur exploitation a entrainé et entraine encore des émissions importantes de gaz à effet de serre à l'échelle mondiale.
Le pays exporte également de l'or, du phosphate, de l'argent...

#### Développement des énergies renouvelables
Le premier parc éolien d'Arabie saoudite a été inauguré à Dumat al-Jandal fin 2021.

### Pollutions

#### Les émissions de gaz à effet de serre (GES)
Pays relativement important en termes d'émissions de gaz à effet de serre, l'Arabie saoudite émet de l'ordre de 600 millions de tonnes de CO2 par an (donnée 2021), davantage que la France mais un peu moins que l'Allemagne (800 millions de tonnes) ; ce qui le classe comme 10e pays le plus émetteur au monde. C'est notamment un grand exportateur de gaz à effet de serre via sa production d'énergies fossiles.
Ramené aux nombres d'habitants, c'est le 9e pays le plus émetteur en gaz à effet de serre au monde, avec près de 16 à 18 t eq CO2 par personne.

#### La pollution de l'air
Les habitants des pays du Golfe respirent l’air le plus toxique de la planète. Malheureusement pour les populations des États du Golfe, les scores de la région en matière de PM2,5 sont extraordinairement élevés. La directive ou recommandation de l’OMS quant à l’exposition à la pollution atmosphérique de type PM2,5 mentionne une moyenne annuelle de 10 microgrammes par mètre cube d’air.

#### La gestion des déchets
L'Arabie saoudite produit à elle seule près de 15 millions de tonnes de déchets par an, dont 95 % finissent dans des décharges, polluant le sol et libérant des gaz à effet de serre, dont du méthane, présent dans l'atmosphère pendant des décennies. Entre le début de l’année 2020 et le premier semestre de 2021, l'Arabie saoudite n'a recyclé que 5 % de ses déchets totaux, notamment le plastique, le métal et le papier.

### Impacts de l'urbanisation

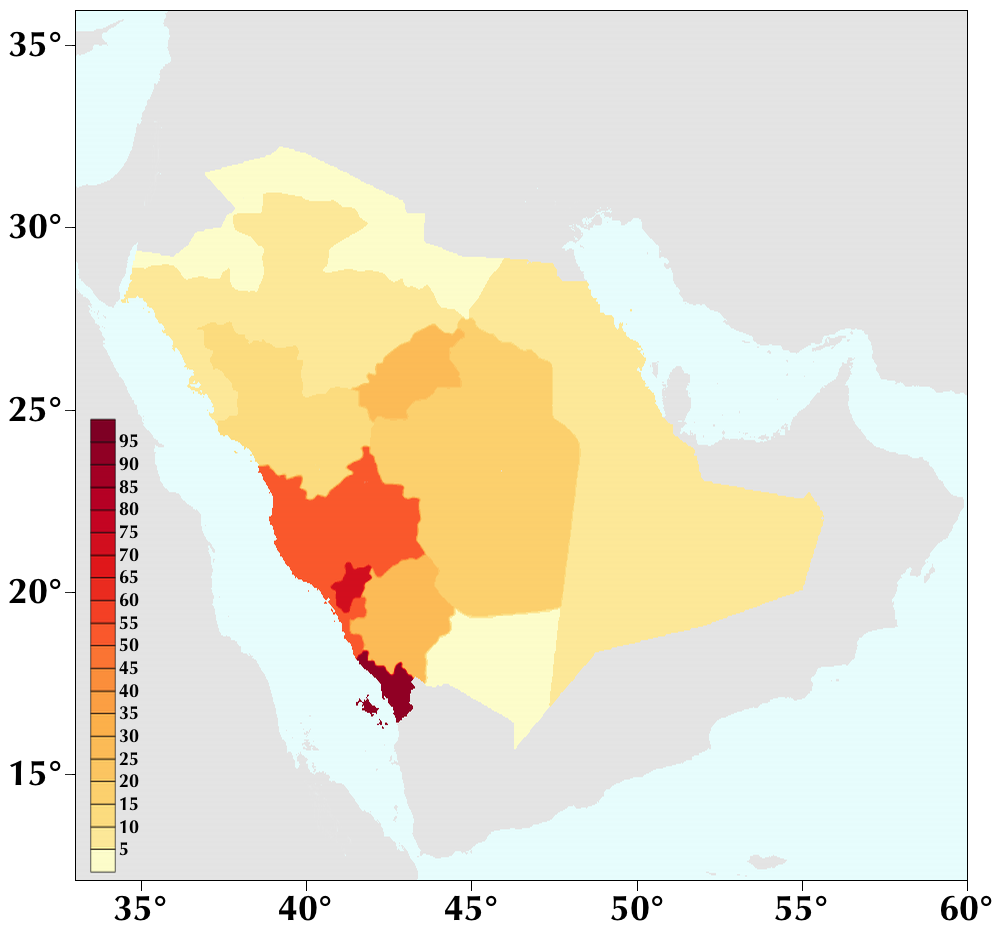
Densité de population en Arabie saoudite (/km).

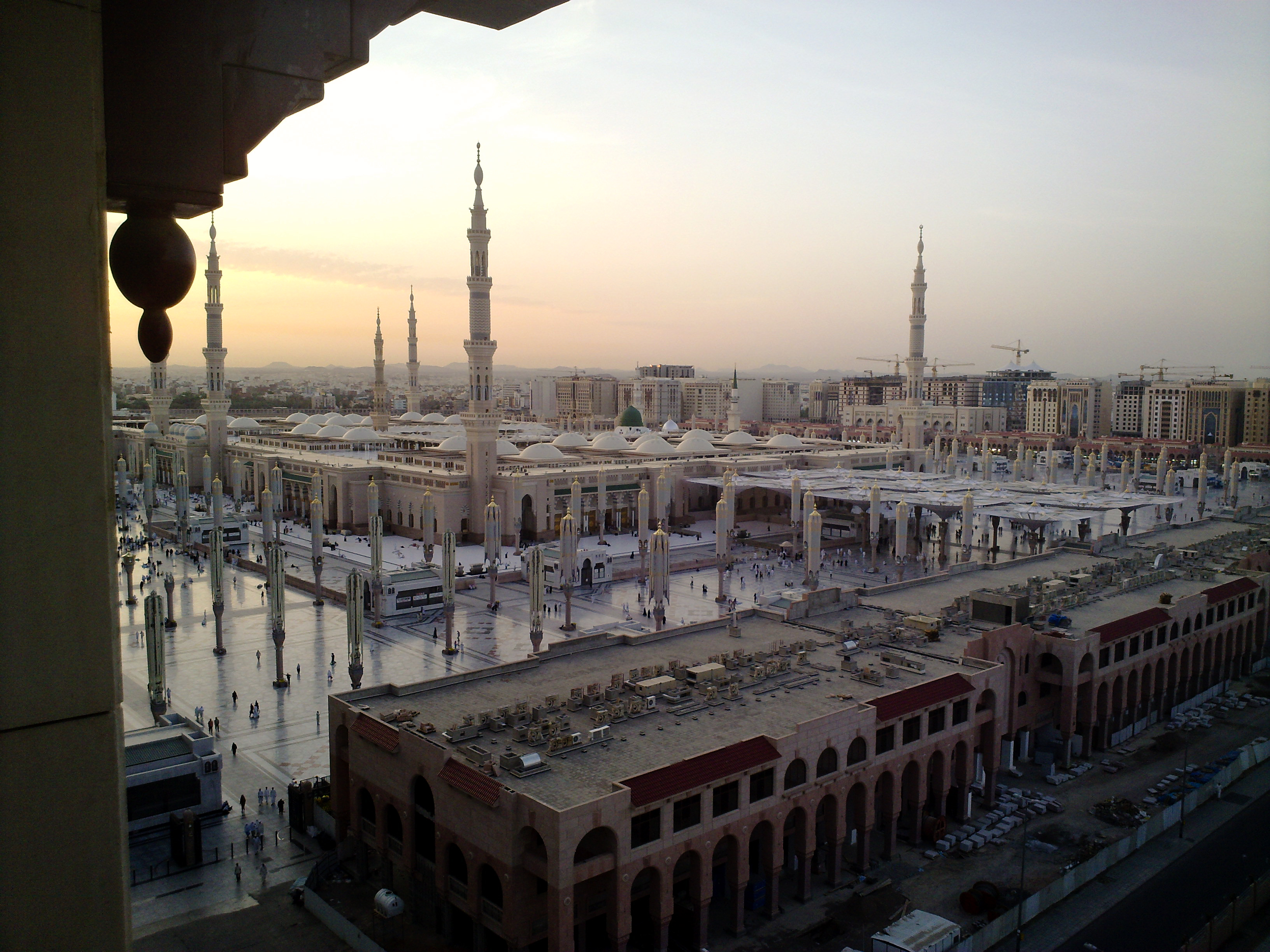
Médine

La population dépasse les 31 millions d'habitants et occupe essentiellement la partie ouest du territoire. 
Les principales villes sont : 
| Ville     | Population | Remarques                                                               | Illustration                              |
| --------- | ---------- | ----------------------------------------------------------------------- | ----------------------------------------- |
| Riyad     | 5 700 000  | - Capitale du royaume d’Arabie saoudite - Ville la plus peuplée du pays |                                           |
| Djeddah   | 3 400 000  | - Deuxième plus grande ville - Capitale économique du pays              | Rue du Roi Abdullah                       |
| La Mecque | 1 700 000  | - Ville sainte la plus sacrée de l'islam                                | La Macque                                 |
| Médine    | 1 100 000  | - Deuxième ville sainte de l'islam                                      | La mosquée du Prophète (Masjid al-Nabawi) |

Le développement économique et démographique a entraîné l'empiètement des zones urbaines, telles que les villes et les villages, sur des terres auparavant inhabitées et sur les habitats des animaux.

## L'exposition aux risques
Selon un rapport du FMI publié en mars, les températures au Moyen-Orient devraient augmenter de près d'un demi-degré Celsius par décennie, entraînant des phénomènes météorologiques extrêmes tels que la sécheresse, les inondations soudaines et les tempêtes de poussière.

### Risque de canicule
En 2022, quelque 20 pays dans le monde ont enregistré des températures maximales de 50 degrés Celsius ou plus, dont l'Arabie saoudite.
D'ici 2100, les prévisions climatiques liées au dérèglement climatique indiquent que cette région du monde devrait connaitre régulièrement des températures à 50 °C et plus de 200 jours de canicule par an.
Chaque année, la chaleur provoque des décès durant le pèlerinage à La Mecque. En 2024, plus de 900 personnes trouvent ainsi la mort, dont plus de 600 Égyptiens.

### Risque de tempêtes
En 2015, une importante tempête de poussière a recouvert l'Arabie saoudite, le Koweït et l'Irak, provoquant des perturbations généralisées. Elle était si massive qu'elle pouvait être vue depuis l'espace.

## Politique environnementale en Arabie saoudite
Le royaume vise la neutralité carbone — équilibre entre émissions et absorption de carbone — à l’horizon 2060 et a promis en 2021 plus d’un milliard de dollars d’investissements dans son « économie circulaire du carbone ». La lutte contre le changement climatique ne semble pas compatible avec une industrie du pétrole florissante. Pourtant, l’Arabie saoudite, premier exportateur de brut au monde, y voit une façon de conserver sa place de leader mondial de l’énergie pour des décennies à venir. Non seulement le royaume compte bien augmenter sa production d’or noir, mais il ambitionne en parallèle de se positionner comme un acteur majeur dans certains secteurs « verts ».
L'un des objectifs est de réduire les émissions mondiales de méthane – important gaz à effet de serre – de 30 % d'ici à 2030. La plantation de 450 millions d'arbres est également prévue.

### Évaluation environnementale globale
En 2015, l'organisation Global Footprint Network (GFN) indique que l'Arabie saoudite est un des pays au plus fort déficit en biocapacité, avec une empreinte écologique 8 fois supérieure à la biocapacité du territoire. L'empreinte agricole est 6 fois supérieure à la capacité agricole, la consommation de bois est plus de 3 fois supérieure à la capacité forestière, et le bilan carbone est très négatif avec une empreinte carbone plus de trente fois supérieure à la capacité forestière d’absorption.